# 泉はるか
泉 はるか（いずみ はるか、1992年5月5日 - ）は、日本のジュニアアイドル。東京都出身。

## 概歴
中学3年生の2007年6月に初のDVDを発売。アイマックスでの作品が多い。
2007年10月に自身のブログで活動休業を宣言。9月にはイベントが途中で中止となっており（体調不良と発表されている）、その後もブログや事務所の発表が遅れた。10月に決まっていたDVD発売イベントも中止となった。
その後も事前に撮ったDVDやベスト版が3作出た。

## 出演

### DVD
- スケッチ（2007/06/20、モエッコ、タスクオフィス）
- いもうと倶楽部 美少女学園 Vol.34 泉はるか 前編（2007年9月25日）
- いもうと倶楽部 美少女学園 Vol.37 まるごと水着編 泉はるか 後編（2007年10月25日）
- いもうと倶楽部 美少女学園 Vol.43 泉はるか まるごと水着編 （2007年11月25日）
- いもうと倶楽部 美少女学園外伝 Vol.51 泉はるか（2008年2月25日）